# 弗罗伊登施塔特
弗罗伊登施塔特（德語：Freudenstadt，發音：[ˈfʁɔʏdn̩ˌʃtat] ⓘ）是德国巴登-符腾堡州卡尔斯鲁厄行政区弗罗伊登施塔特县的城市，也是弗罗伊登施塔特县的县治，面积87.54平方千米，2023年12月31日人口为24,337人。
弗罗伊登施塔特位于黑林山附近，是国际闻名的疗养胜地，乔治五世、瑞典女王、约翰·D·洛克菲勒、马克·吐温都曾来此。

## 友好城市
弗罗伊登施塔特与以下城市结为友好城市：
- 法國 库尔伯瓦
- 瑞士 門內多夫
- 保加利亚 桑丹斯基